# Oxycera abyssinica
Oxycera abyssinica är en tvåvingeart som beskrevs av Mario Bezzi 1906. Oxycera abyssinica ingår i släktet Oxycera och familjen vapenflugor.
Artens utbredningsområde är Etiopien. Inga underarter finns listade i Catalogue of Life.